# Chiesa di Santa Maria Maddalena delle Convertite Spagnole
La chiesa di Santa Maria Maddalena delle Convertite Spagnole (o Maddalenella degli Spagnoli) è un luogo di culto storico di Napoli.
Il complesso ha ricevuto l'attuale intitolazione nel 1634, quando per volere della contessa di Monterrey, Leonor María de Guzmán viceregina di Napoli, vi furono spostate le ospiti di un vicino conservatorio.
L'istituto, che aveva in origine sede in una strada di via Toledo, è stato eretto alla fine del XVII secolo dalla nobildonna Isabella de Alarcón y Mendoza, per ospitarvi sue giovani compatriote convertitesi al mondo cattolico.
Proprio qui, come viene ricordato dall'iscrizione del 1685 posta ai lati dell'ingresso, ha trascorso tutta la vita la benefattrice Anna Zevallos, che prese il velo col nome di suor Angelica di San Giuseppe. Nel 2015 si è provveduto a restaurare la facciata e a impermeabilizzare il tetto, al fine di bloccare le infiltrazioni. Attualmente si stanno conducendo lavori di messa in sicurezza della cupola e della navata.
La facciata è molto semplice, si presenta con forme classiche evidenziate dalle quattro lesene con capitello ionico, dal frontone e dai due tondi con rilievi. Alle spalle dell'altare maggiore  vi sono tre tele del XVII secolo, raffiguranti: Il Crocifisso con la Maddalena di ignoto artista, e la Madonna del Rosario e Il Battesimo di Cristo del giordanesco Nicola Russo. Sugli altari laterali trovano posto tre quadri di Ferdinando Marcelli  e la Madonna della Cintola, scultura lignea di Francesco Citarelli.